# Myrmarachne manducator
Myrmarachne manducator là một loài nhện trong họ Salticidae.
Loài này thuộc chi Myrmarachne. Myrmarachne manducator được Westwood miêu tả năm 1841.